# Lichmera indistincta
Lichmera indistincta là một loài chim trong họ Meliphagidae.